# Та Неа
«Та Неа» (грец. Τα Νέα, дос. ««Новини»») — грецька щоденна газета, видається в Афінах.

## Історія
Перший випуск газети вийшов друком 1931 року під назвою «Афінські новини» («Αθηναϊκά Νέα»). Свою сучасну назву видання отримало 1945 року. Газета видається Lambrakis Press Group, якою впродовж багатьох років володів та управляв Христос Ламбракіс. Видавництво також видає щоденник То Віма.
«Та Неа» вважається традиційним ліво-центристським ЗМІ, яке існує за активної підтримки партії ПАСОК. Особливо яскраво вплив політичної партії проявлявся в 1980-х і 1990-х роках. Серед найвідоміших грецьких оглядачів «Та Неа»: Лефтеріс Пападопулос, Павлос Цимас і Йоргос Велцос.
«Та Неа» — назва австралійського випуску газети, який створюється та видається в Мельбурні Greek Media Group.